# Szklarnia (powiat lubelski)
Szklarnia – wieś w Polsce położona w województwie lubelskim, w powiecie lubelskim, w gminie Zakrzew.
| SIMC    | Nazwa          | Rodzaj    |
| ------- | -------------- | --------- |
| 0905824 | Kolonia Pniaki | część wsi |

W latach 1975–1998 miejscowość należała administracyjnie do województwa zamojskiego.
Wieś stanowi sołectwo gminy Zakrzew. Według Narodowego Spisu Powszechnego z roku 2011 wieś liczyła 166 mieszkańców.